# Cervus canadensis merriami
A Cervus canadensis merriami az emlősök (Mammalia) osztályának párosujjú patások (Artiodactyla) rendjébe, ezen belül a szarvasfélék (Cervidae) családjába tartozó vapiti (Cervus canadensis) egyik kihalt észak-amerikai alfaja.

## Előfordulása
A Cervus canadensis merriami az Amerikai Egyesült Államok száraz délnyugati részén élt. Az alfaj az 1800-as évek végén a túlvadászás miatt és a legelő háziállatokkal való versengés következtében kihalt.

## Egyéb
Erről az alfajról nem tudunk majdnem semmit, mivel kihalt mielőtt leírták volna.